# Georgette
Georgette (apócope de crêpe Georgette o Georgette crêpe) es una tela semitransparente, liviana, crepé denominada en honor a la modista francesa del siglo XX Georgette de la Plante. Originalmente estaba confeccionada con seda y posteriormente en rayón o mezclas, el georgette moderno a menudo es fabricado con fibras sintéticas.  El georgette es una tela fabricada mediante un tejido plano, y al igual que otros crepes se fabrica utilizando hilos con un elevado grado de retorcimiento. La superficie arrugada característica del georgette se genera por la alternancia de hilado con fibras retorcidas S y Z tanto en la urdimbre como en la trama

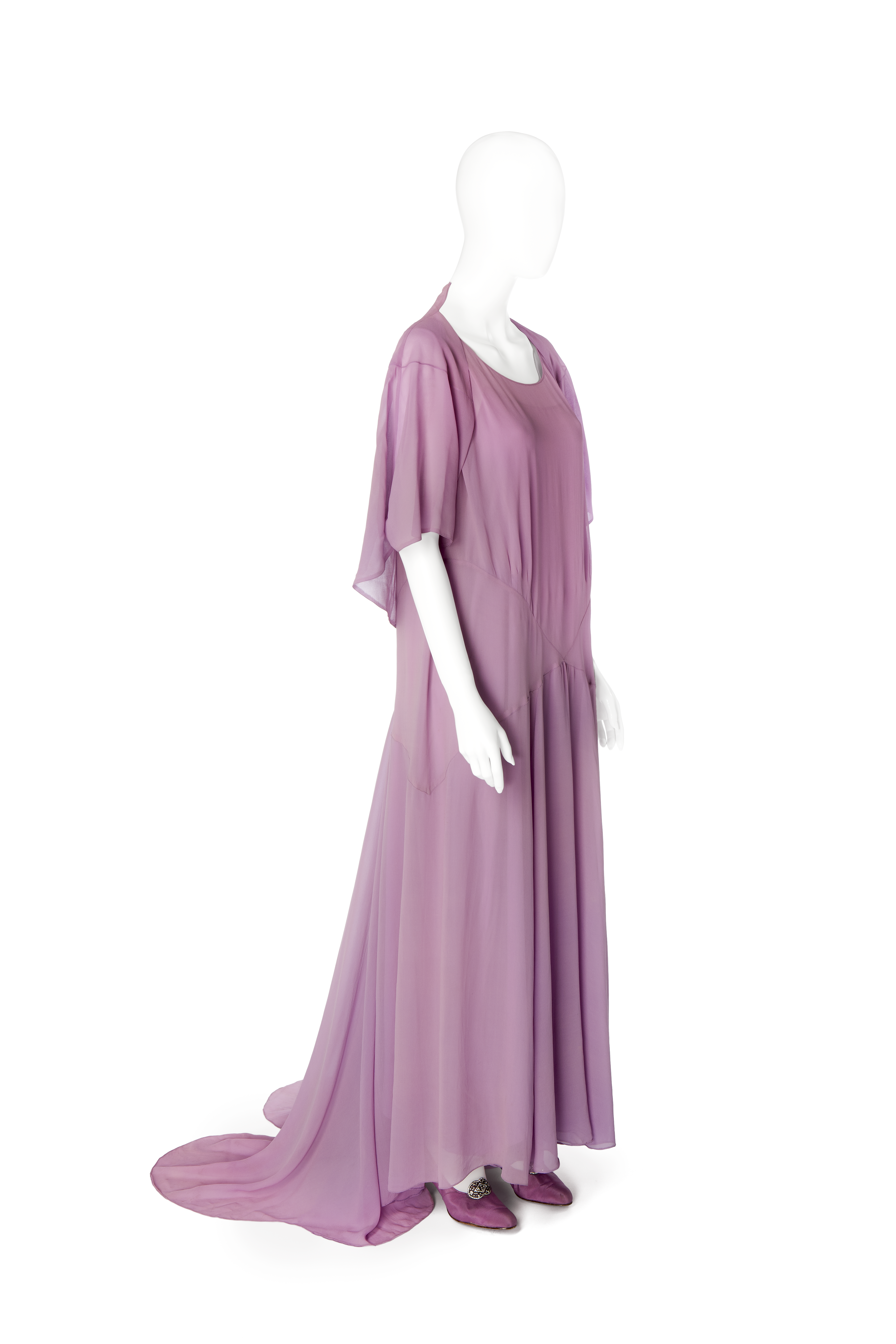
Vestidos de los años 30, Ropa en el museo Hallwyl. Crepes (tela), Ebba von Eckermann, Georgette (tela), Vestidos de seda

El georgette se fabrica en colores planos o con estampados, y se utiliza en la fabricación de blusas, vestidos y vestidos de fiesta. Es más elástica y menos lustrosa que la tela denominada chifón.